# ハリエット・クインビー

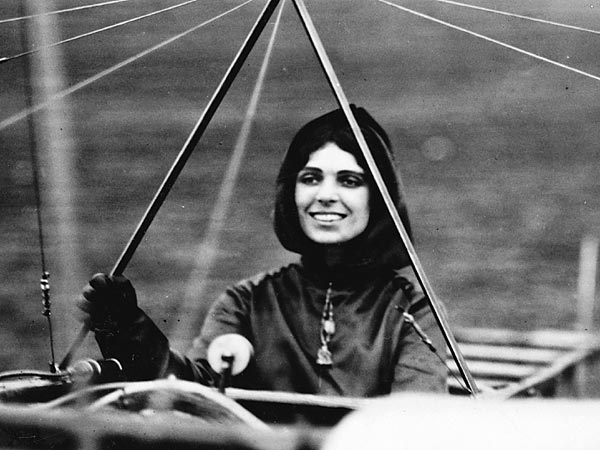
ハリエット・クインビー

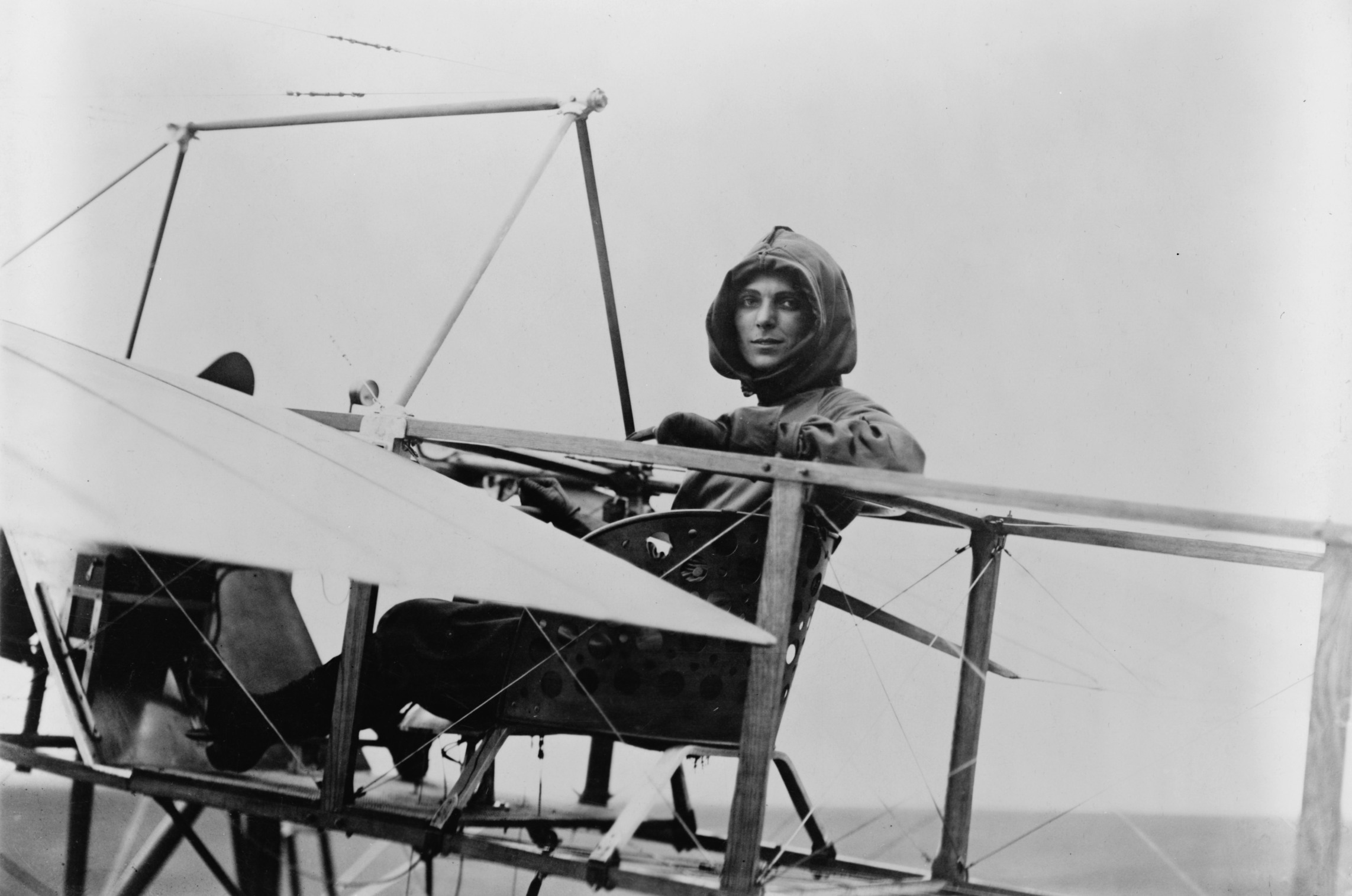
操縦を学んだモアザン単葉機に乗るクインビー

ハリエット・クインビー（Harriet Quimby, 1875年5月11日 - 1912年7月1日）は、アメリカ合衆国の女性パイロット、映画脚本作家である。1911年にアメリカ航空クラブから操縦士ライセンスを取得したうえ、1912年にドーバー海峡の横断飛行に成功した最初の女性となった。

## 生涯・業績
ミシガン州Arcadiaに生まれた。1900年代の初めに家族とともにサンフランシスコに移り、ジャーナリストになった。1903年にニューヨークでLeslie's Illustrated Weeklyの劇評家となり、9年間に250以上の記事を書いた。
1910年には飛行機に興味に持ち、ロングアイランドで行われたBelmont Park International Aviation Tournamentを観戦した際、ジョン・モワザンとマチルデ・モワザンの兄妹と親しくなった。ジョンは有名な飛行家で、航空学校を経営していた。クインビーは1911年8月1日にアメリカ航空クラブ (ACA) の試験を受け、パイロットのライセンスを得た最初のアメリカ人女性となった。すぐ後にマチルデが2番目のライセンスを得た女性となった。
1911年には5編の映画脚本を書きBiograph Studiosでサイレント映画として撮影された。D・W・グリフィスが監督し、Florence La Badie、 Wilfred Lucas、Blanche Sweetらのスターが出演した。
清涼飲料水のメーカー、ヴィン・フィズはスポンサーとなっていたパイロットのカルブレイス・ロジャースが事故で死んだ後、クインビーを雇って紫の飛行服を着せ、広告に用いた。1912年4月16日にカレーから60kmを飛行し、ドーバー海峡を横断した最初の女性パイロットとなったが、その前日に起こったタイタニック号の悲劇により、メディアの注目を集めることはほとんどなかった。

## 死去
1912年7月1日、クインビーはマサチューセッツ州スクアンタムで開かれた第3回ボストン航空大会に参加した。クインビーはACAの開催イベントで飛べるよう飛行士免許を取得していたが、ボストン大会はACA免許とは無関係の競技会だった。クインビーはボストン港のボストン灯台まで高度3,000フィート (910 m)で飛び、引き返して飛行場上空を周回した。この時の機体は新品の複座型ブレリオ XI単葉機で、大会主催者で飛行家チャールズ・ウィラードの父であるウィリアム・ウィラードを同乗させていた。
その後、着陸を意図してか高度1,000フィート (300 m)まで降下したところ、突然機体が前にピッチングして200フィート (61 m)ほど落下し、クインビーとウィラードは機外に投げ出され、クインシーとドーチェスターの間を流れる浅いネポンセット川に落ち、即死した。機体はそのまま滑空し、近くの泥の中に墜ちた。
クインビーの遺体はニューヨーク市ブロンクス区のウッドローン墓地に埋葬され、翌年ニューヨーク市ヴァルハラのケンシコ墓地に移された。